# Didemnum filiforme
Didemnum filiforme är en sjöpungsart som beskrevs av Romanov 1989. Didemnum filiforme ingår i släktet Didemnum och familjen Didemnidae. Inga underarter finns listade i Catalogue of Life.